# Pérou aux Jeux olympiques de la jeunesse d'hiver de 2012
Le Pérou a participé aux Jeux olympiques de la jeunesse d'hiver de 2012 à Innsbruck en Autriche du 13 au 22 janvier 2012. L'équipe péruvienne était composé d'une athlète en ski alpin.

## Résultats

### Ski alpin
Le Pérou a qualifié une femme en ski alpin.
Todd est une américaine qui a été découverte par le premier athlète péruvien qui s'est qualifié aux Jeux olympiques d'hiver, Roberto Carcelén. Todd est qualifiée en tant que péruvienne grâce à sa mère qui est née au Pérou.
Femmes
| Athlète       | Épreuve             | Manche 1        | Manche 2        | Total           | Rang            |
| ------------- | ------------------- | --------------- | --------------- | --------------- | --------------- |
| Isabella Todd | Slalom femmes       | 1 min 43 s 15   | 1 min 38 s 85   | 3 min 22 s 00   | 28              |
| Isabella Todd | Slalom géant femmes | N'a pas débutée | N'a pas débutée | N'a pas débutée | N'a pas débutée |